# Lễ hội văn hóa Do Thái ở Kraków

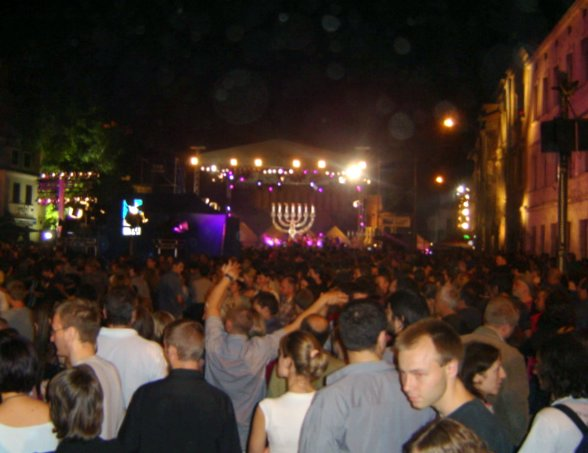
"Shalom in Szeroka Street", buổi hòa nhạc cuối cùng của Lễ hội Do Thái lần thứ 15

Lễ hội văn hóa Do Thái ở Kraków (tiếng Ba Lan: Festiwal Kultury Żydowskiej w Krakowie, tiếng Yid: ייִדישער קולטור־פֿעסטיוואַל אין קראָקע) là một sự kiện văn hóa thường niên được tổ chức từ năm 1988 bởi người Do Thái ở quận Kazimierz (một phần của Kraków) do Hội Liên hoan Văn hóa Do Thái do Janusz Makuch, một meshugeneh tự mô tả, cuốn hút với tất cả mọi thứ của người Do Thái. Mục tiêu chính của lễ hội là giáo dục mọi người về văn hóa, lịch sử và đức tin của người Do Thái (Do Thái giáo), phát triển mạnh ở Ba Lan trước Holocaust, cũng như làm quen với văn hóa Do Thái hiện đại phát triển chủ yếu ở Hoa Kỳ và Israel, và cuối cùng, để cung cấp giải trí.
Mỗi lễ hội được tổ chức vào cuối tháng 6 hoặc đầu tháng 7 và mất chín ngày, từ thứ bảy đến chủ nhật. Trong thời gian đó các buổi hòa nhạc, triển lãm, vở kịch, bài giảng, hội thảo, tour du lịch, vv được tổ chức. Hai buổi hòa nhạc quan trọng nhất là: buổi hòa nhạc khai mạc vào Chủ nhật đầu tiên và buổi hòa nhạc cuối cùng vào thứ bảy cuối cùng của lễ hội. Trước đây thường diễn ra tại một trong bảy giáo đường của Kazimierz và có nhạc cantoral; sau này nó luôn được tổ chức ngoài trời, ở Ulica Szeroka, con đường chính của khu vực Do Thái Kazimierz, và có nhạc klezmer. Ở giữa lễ hội có nhiều buổi hòa nhạc hơn, thường là với một số biến thể của nhạc klezmer.
Lễ hội là nơi cung cấp một dịp để tìm hiểu về ẩm thực truyền thống, khiêu vũ, âm nhạc, thư pháp và các khía cạnh khác của văn hóa Do Thái. Thông tin thêm về văn hóa Do Thái, cũng như về các chủ đề liên quan đến Holocaust, được giảng dạy tại nhiều bài giảng. Triển lãm nghệ thuật Do Thái, đặc biệt là cắt giấy, cũng được tổ chức. Chương trình của lễ hội cũng bao gồm các chuyến tham quan các giáo đường và nghĩa trang của Kazimierz cũng như Kraków Ghetto trong thời kỳ Chủ nghĩa quốc xã ở quận Podgórze gần đó. Trong lễ hội, người ngoại cũng được mời xem hoặc tham gia những lời cầu nguyện của người Do Thái tại hội đường.
Lễ hội văn hóa Do Thái quy tụ các nghệ sĩ văn hóa Do Thái từ khắp nơi trên thế giới - các ban nhạc, nghệ sĩ độc tấu, hợp xướng, nhạc sĩ jazz và giáo viên dạy nhảy. Lễ hội thúc đẩy một loạt các phong cách khác nhau của âm nhạc Do Thái: bài hát giáo đường, hasidic, cổ điển, dân gian Do Thái và - rất phổ biến ở Krakow ngày nay - klezmer. Đối với người Ba Lan, sự kiện này là một cách quảng bá văn hóa Do Thái và bày tỏ lòng tôn kính đối với cộng đồng đã từng sống ở Ba Lan, mặc dù nhiều người Do Thái đã bị xúc phạm bởi việc thương mại hóa văn hóa Do Thái Ba Lan. "Những người khác cho rằng có một cái gì đó sâu sắc hơn đang diễn ra ở Ba Lan khi đất nước chữa lành vết thương đôi của sự thống trị của Đức Quốc xã và Cộng sản."
Đây là một trong những sự kiện văn hóa lớn hàng năm của Ba Lan và là một trong những lễ hội lớn nhất của văn hóa Do Thái trên thế giới. Các nghệ sĩ và nghệ sĩ giải trí thường gắn liền với lễ hội bao gồm: Benzion Miller, Yaakov Stark, David Krakauer, Frank London, Leopold Kozłowski, Michael Alpert, Theodore Bikel, Paul Brody và nhiều người khác. Những điệu nhảy của người Do Thái được dẫn dắt bởi Steven Weintraub.